# Учебный (Краснодарский край)
Учебный — посёлок в муниципальном образовании «город Армавир» Краснодарского края России. Входит в состав Приреченского сельского округа.

## География
Посёлок расположен в юго-восточной части края, примыкает через автотрассу Р-217 Кавказ к окраине города Армавир.

## История
Распоряжением правительства РФ № 2208-р от 13.10.2018 г. присвоено наименование Учебный вновь образованному посёлку.

## Транспорт
Остановка общественного транспорта Остановка «Учхоз ЗВТ» маршрутки 279.